# ニューズ・ワールド・コミュニケーションズ
ニューズ・ワールド・コミュニケーションズ社（英語: News World Communications）は、文鮮明によって1976年に設立された、世界平和統一家庭連合（旧統一教会）系のメディア企業。保守紙『ワシントン・タイムズ（英語: The Washington Times）』 を発行する。

## 概要
同社は、旧統一教会創始者、指導者の文鮮明によって、1976年に、アメリカ合衆国ニューヨークで設立された。
また、同社は当初2つの新聞、『ニュース・ワールド』（後に『ニューヨーク・トリビューン』と改名）とスペイン語で発行される『ノーティシアス・デル・モンド』(Noticias del Mundo)を1976年から1990年代初期までニューヨークで発行した。 
1982年に、『ニューヨーク・タイムズ』は 『ニュース・ワールド』を「統一教会の新聞(機関紙)」("the newspaper unit of the Unification Church.")と述べた。 
ニュース・ワールド・コミュニケーションズは、UPI通信社、『ザ・ワールド・アンド・アイ』、『ティエンポス・デル・モンド（ラテンアメリカ）』、米国以外では、『世界日報（セゲイルボ）（韓国）』、『世界日報（日本）』』、『ザンベジ・タイムズ（南アフリカ）』、『ミドル・イースト・タイムズ（エジプト）』 を所有している。雑誌では『ゴルフスタイル』（旧月刊『ワシントンゴルフ』）を所有している。
2008年までは、ワシントンD.C.においての時事解説誌『インサイト』(Insight on the News) を発行した。
1982年以降、ニュース・ワールド・コミュニケーションズの最も有名な系列会社は、『ワシントン・タイムズ』だった。
2010年11月2日。 文鮮明と元タイムズの編集者のグループは 、同社(ニュース・ワールド・コミュニケーションズ)から『ワシントン・タイムズ』を買い戻した。

## 主なグループ企業

### 新聞
『ワシントン・タイムズ』、『ザ・ワールド・アンド・アイ』、『ティエンポス・デル・モンド（ラテンアメリカ）』、『世界日報（セゲイルボ）（韓国）』、『世界日報（日本）』、『ザンベジ・タイムズ（南アフリカ）』、『ミドル・イースト・タイムズ（エジプト）』

### 雑誌
月刊誌『ゴルフスタイル』

### インターネット
週刊誌『インサイト』（2004年から電子版に移行）

### その他
UPI通信社